# Bombardement d'Azizabad

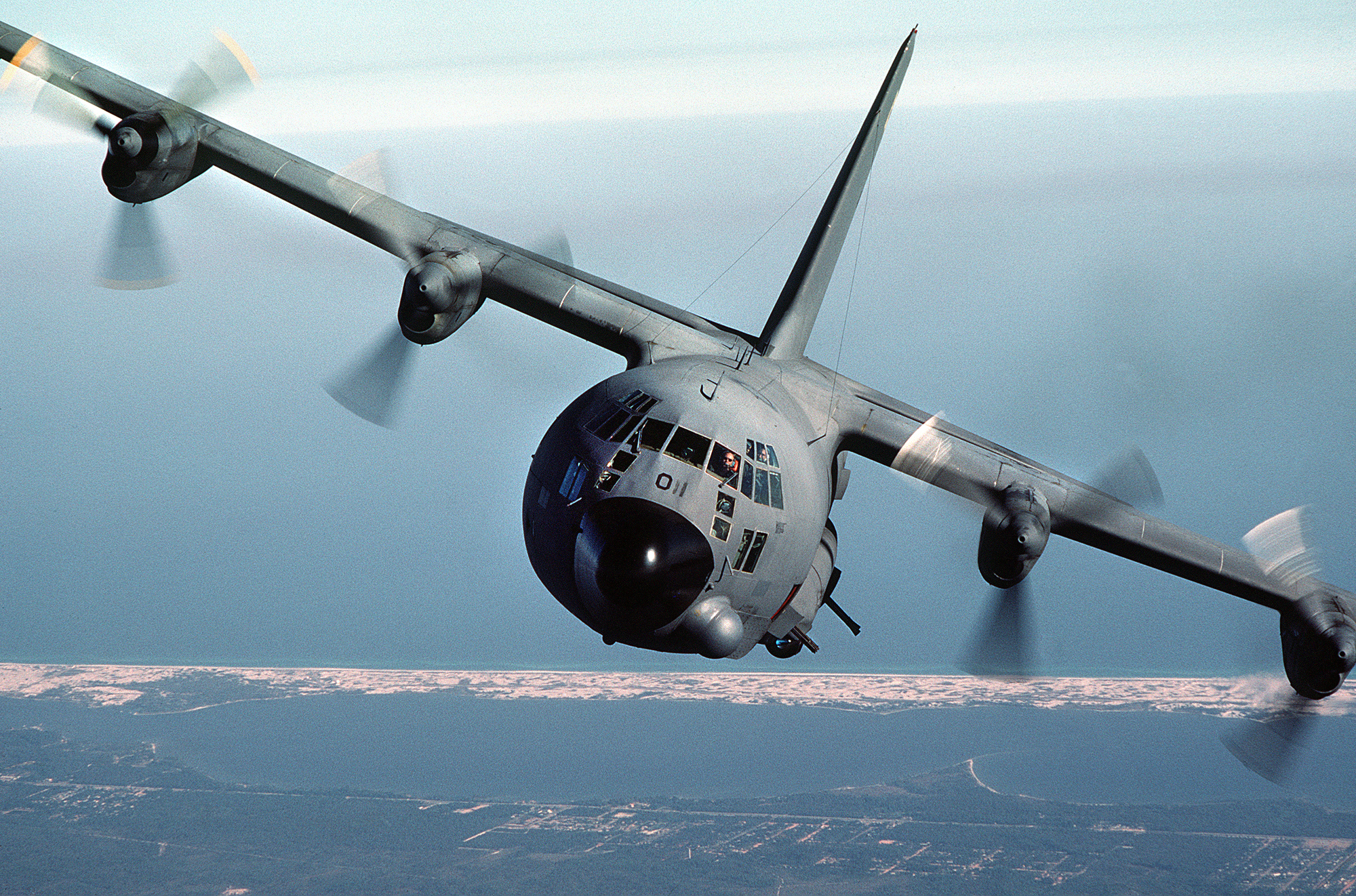
Lockheed AC-130, image d'archive.

Le bombardement d'Azizabad est un bombardement effectué par les forces armées des États-Unis contre des talibans qui a eu lieu le vendredi 22 août 2008 sur le village d'Azizabad situé dans le district de Shindand (en), dans la province d'Hérât, en Afghanistan. Un commandant taliban était la cible de cette opération qui a été réalisée par un Lockheed AC-130. Il a été estimé qu'entre 78 et 92 civils ont été tués pendant l'attaque, qui a suscité de nombreuses réactions internationales.

## Causes
Selon un reportage de la chaine de télévision britannique Channel 4, l'attaque aurait eu lieu à la suite de fausses informations données par un village voisin après une querelle entre ces deux communautés. Le maire de ce village a été condamné à mort pour avoir fourni les informations trompeuses.

## Victimes civiles et réactions
Le bombardement a fait 90 morts civils dont 60 enfants selon les Nations unies qui ont condamné l'opération le 26 août. Le 2 septembre 2008, un rapport du Pentagone annonce que seulement 7 civils ont été tués et que la majorité des tués de l'opération étaient des talibans. La diffusion le 8 septembre 2008 d'une vidéo prise sur un téléphone portable et montrant plus de 40 corps a contraint le commandement américain de la FIAS à demander une réouverture de l'enquête. En mai 2009, le bilan annoncé par les forces américaines fait état de 22 talibans et 33 civils tués.
L'attaque américaine a  été condamnée par le gouvernement afghan dont son président Hamid Karzai et le gouvernement russe.